# Detektiv Conan – Das Komplott über dem Ozean
Detektiv Conan – Das Komplott über dem Ozean (jap. 名探偵コナン 水平線上の陰謀, Meitantei Konan: Suihei Senjō no Inbō) ist ein japanischer Anime-Film aus dem Jahr 2005 und der neunte Kinofilm zu Detektiv Conan.
In Deutschland erschien der Film am 26. Januar 2009 bei Kazé Anime auf DVD. Die deutsche Erstausstrahlung fand als Zweiteiler am 25. und 26. Januar 2011 bei RTL II statt.

## Handlung
Durch eine Einladung von Rans Freundin Sonoko sind Ran, ihr Vater Kogoro Mori, Sonoko, Conan und die Detektive Boys auf der Jungfernfahrt des Kreuzschiffes Aphrodite des Unternehmens Yashiro. 15 Jahre vor der eigentlichen Handlung des Films sinkt ein Handelsschiff des Unternehmens nach einer Kollision mit einem Eisberg und verdeckt den Mord am Kapitän des Schiffes. Ein halbes Jahr vor der Handlung des Films fährt der Schiffsbauingenieur Hideto Yashiro mit seinem Auto eine Klippe hinunter und stirbt. An Bord des Kreuzfahrtschiffs lernen die Hauptcharaktere den Drehbuchautor Hironari Kusaka in Begleitung der Ingenieurin Minako Akiyoshi kennen, die ihn in der Entwicklung seines neuen Drehbuchs berät. Am Abend des ersten Tages bekommt der Präsident des Unternehmens Yashiro, Entaro Yashiro, der mit seiner Tochter Takae Yashiro auch an der Kreuzfahrt teilnimmt, einen mysteriösen Anruf, der auf die Vorfälle vor 15 Jahren anspielt. Später bringt Hironari Kusaka, der sich mit einem auf Tonband aufgenommenen Anruf bei Minako Akiyoshi ein Alibi verschafft, die beiden um. Takae liegt daraufhin tot in ihrem Zimmer und Entaro, der zuvor von Hironari aus dem Zimmer gelockt wurde, treibt tot im Meer. Sonoko, Ran und die Kinder spielen zur selben Zeit Verstecken auf dem Schiff, und Sonoko kommt aus Versehen dem Mord in die Quere; sie wird niedergeschlagen und in der Leichenhalle des Schiffs in einem der Kühlfächer versteckt. Halb erfroren, findet Conan sie mit den anderen, und Sonoko wird zum Schiffsarzt gebracht.
Kogoro entdeckt daraufhin die Leiche von Takae und vermutet, dass Entaro auch etwas zugestoßen sein könnte. Die Polizei wird informiert und beginnt, mit Hubschraubern auf dem Meer nach Entaros Leiche zu suchen. Gleichzeitig findet die Polizei in Tokio heraus, dass der Unfall, an dem ein halbes Jahr zuvor Hideto Yashiro gestorben war, kein Unfall, sondern Mord war. Auf dem Kreuzfahrtschiff herrscht darauf Aufruhr und die Gäste sind beunruhigt wegen der Morde. Kogoro beschuldigt Minako Akiyoshi, die Morde begangen zu haben, doch Conan löst den Fall mit Hilfe einer Betäubung Kogoros und eines Stimmentransponders. Hironari ist daraufhin völlig aufgebracht und droht, das Schiff mit den Bomben, die er angebracht habe, sinken zu lassen. Nach einem Übergriff eines Crewmitgliedes zündet er die Bomben und das Schiff beginnt zu sinken. Hironari flieht mit einem Rettungsboot und wird von den Detektive Boys und Conan verfolgt, gestellt und betäubt, bis die Polizei ihn festnehmen kann. Conan kehrt zum sinkenden Schiff zurück und hat den Geistesblitz, dass Hironari nicht der eigentliche Mörder sein kann. Minako Akiyoshi ist die wahre Mörderin. Auf dem Schiff hat Kogoro bereits Minako gestellt und diese bedroht den Kapitän des Schiffs, weil sie ihn für den Mörder ihrer Eltern hält. Außerdem sei Entaro und sein gesamtes Unternehmen an dem Schiffsunglück vor 15 Jahren schuld. Alle entkommen am Ende dem sinkenden Schiff und die Täter werden der Polizei übergeben.

## Produktion und Veröffentlichung
Der Film entstand bei TMS Entertainment unter der Regie von Yasuichiro Yamamoto. Das Drehbuch schrieb Kazunari Kouchi. Das Charakterdesign entwarf Masatomo Sudō und die künstlerische Leitung lag bei Yukihiro Shibutani. Die Musik komponierte Katsuo Ōno.
Der Film lief im April 2005 in den japanischen Kinos und wurde neben der deutschen Synchronisation auch ins Koreanische, Spanische, Italienische und Chinesische übersetzt.

## Synchronisation
Die deutsche Synchronfassung wurde vom Berliner Synchronstudio TV+Synchron GmbH produziert. Das Dialogbuch wurde von Ulrike Lau geschrieben, welche ebenfalls die Synchronregie übernahm.
| Figur                         | Japanischer Sprecher (Seiyū) | Deutscher Sprecher    |
| ----------------------------- | ---------------------------- | --------------------- |
| Conan Edogawa                 | Minami Takayama              | Tobias Müller         |
| Shin’ichi Kudō (Stimme)       | Kappei Yamaguchi             | Tobias Müller         |
| Ran Mōri                      | Wakana Yamazaki              | Giuliana Jakobeit     |
| Kogorō Mōri                   | Akira Kamiya                 | Jörg Hengstler        |
| Ai Haibara                    | Megumi Hayashibara           | Andrea Kathrin Loewig |
| Ayumi Yoshida                 | Yukiko Iwai                  | Julia Meynen          |
| Mitsuhiko Tsuburaya           | Ikue Ōtani                   | Fabian Hollwitz       |
| Genta Kojima                  | Wataru Takagi                | Michael Iwannek       |
| Professor Hiroshi Agasa       | Ken’ichi Ogata               | Rüdiger Evers         |
| Sonoko Suzuki                 | Naoko Matsui                 | Jill Böttcher         |
| Inspektor Jūzō Megure         | Hirotaka Shimasawa           | Klaus-Dieter Klebsch  |
| Inspektor Ninzaburō Shiratori | Kazuhiko Inoue               | Alexander Doering     |
| Inspektor Wataru Takagi       | Wataru Takagi                | Karlo Hackenberger    |
| Inspektorin Miwako Sato       | Atsuko Yuya                  | Gundi Eberhard        |
| Inspektor Kazunobu Chiba      | Isshin Chiba                 | Michael Bauer         |
| Minako Akiyoshi               | Yoshiko Sakakibara           | Melanie Hinze         |
| Hironari Kusaka               | Kōichi Yamadera              | Sebastian Walch       |
| Natsuho Tsujimoto             | Chinami Nishimura            | Tanja Schmitz         |
| Wataru Kaido                  | Koji Nakata                  | Jan Spitzer           |

## Rezeption
Der Film biete „unterhaltsam und liebevoll inszeniertes Detektiv- und Familienkino“, so die Animania. Die Erklärungen zu Beginn des Films erleichterten auch Neueinsteigern das Verständnis, ohne die Serie schon zu kennen, und die optische Qualität sei im Vergleich zu den ersten Filmen deutlich gestiegen. Auch an der deutschen Synchronisation gebe es nichts auszusetzen. Die Mangaszene bewertet den Film im Vergleich zu den anderen der Reihe als nur mittelmäßig, einzig Kogoro Moris Sternstunde am Ende steche positiv heraus.